# Brachymeria ambonensis
Brachymeria ambonensis är en stekelart som beskrevs av T.C. Narendran 1989. Brachymeria ambonensis ingår i släktet Brachymeria och familjen bredlårsteklar. Inga underarter finns listade.